# Ayerou
Ayerou este o comună rurală din departamentul Tillabéri, regiunea Tillabéri, Niger, cu o populație de 24.901 locuitori (2001).